# Baranyajenő
Baranyajenő là một thị trấn thuộc hạt Baranya, Hungary. Thị trấn này có diện tích 15,55 km², dân số năm 2010 là 511 người, mật độ 33 người/km².